# Pepparmynta
Pepparmynta (Mentha × piperita L.) är en hybrid inom släktet myntor, en korsning mellan  vattenmynta, Mentha aquatica L. och grönmynta, Mentha spicata L. . Somliga källor menar att grönmynta i sin tur uppstått spontant i naturen som en korsning mellan Mentha rotundifolia och gråmynta, Mentha longifolia.
Den första avsiktliga korsningen sägs har gjorts i Storbritannien.[källa behövs]

## Beskrivning
Pepparmynta är flerårig och vanligen steril, men sprider sig vegetativt med utlöpare, som går såväl under som över mark.
Den blir 30 till 90 centimeter hög och blommar en första gång från juni till augusti med rosalila blommor. En andra blomning kan komma på hösten.
Blomställningen är cylindriskt pyramidformad, som inklusive fodret är 2,5 – 4,5 mm. Stjälken är rödaktig och ofta mer eller mindre hårbevuxen. Bladen varierar från äggrunda till avlångt lansettlika med trubbig, nästan hjärtlik bas. De sitter på korta skaft. Bladkanterna är grunt, men vasst tandade. Hela växten doftar av pepparmint.
Generellt är myntorna mycket variabla, och t o m experter har svårt att skilja varianter åt. Oenigheten bland vetenskapen är stor. En och samma variant kan genom tiderna ha hänförts än hit, än dit.

## Habitat
Usprung i Europa och Mellanöstern.
Örten är nu spridd och odlas över stora delar av världen. och är numera vildväxande i centrala och södra Europa.
I Norden finns pepparmynta som rymling från odlingar sällsynt i förvildad form. Den är köldhärdig, och klarar sig bra i nordiskt klimat.

## Biotop
Fuktig kulturmark.

## Etymologi
- Släktnamnet Mentha syftar på nymfen Minthe i den grekiska mytologin, men var också ett växtnamn använt av Hippokrates (ca 460 f.Kr. – ca 370 f.Kr.), oklart dock exakt vilken art han avsåg.
- Artepitetet piperita kommer av latin piper = peppar.
- Ska ej förväxlas med den förädlade varianten Menthe piperata, som ger särskilt stark smak och doft.

## Kultur
I Eichenau i Tyskland finns ett pepparmyntmuseum,

## Användning
Pepparmynta används till dryck, godis, gelé, tuggummi, tandkräm och som krydda till lamm. Ingår tillsammans med andra ämnen för att ge smak åt den kubanska cocktailen Mojito samt i likören Crème de menthe.
Ett omtyckt tillbehör till kaffe är "pepparmynta-mynt", som är pepparmyntakräm med chokladöverdrag.
Pepparmyntolja används som doftämne i schampo, tvålar och hudvårdpreparat.
Enligt folkmedicin verkar preparat av pepparmynta lugnande för nervsystemet. Den sägs också vara bra mot kramptillstånd, smärtsamma menstruationer samt kolik i magsäck, tarm och gallblåsa.
Ur örten framställs pepparmyntolja, som används som smaksättare i exempelvis konfektyr och bakverk.
En myt är att pepparmyntolja är bra att använda för att avlägsna fästingar, som bitit sig fast i huden. I själva verket ökar risken för infektionssjukdomen borrelia när man använder någon olja i det sammanhanget.

## Innehållsämnen
Det ämne som svarar för största delen av doft och smak är mentol, som huvudsakligen finns i äldre blad.
Andra ämnen, som har påträffats i olika delar av pepparmynta är diverse terpenoider och flavonoider, exv
- Eriocitrin. C27H32O15
- Hesperidin, C28H34O15
- Kaempferol 7-O-rutinosid

Torkad pepparmynta innehåller 0,3 – 0,4 % flyktig olja, varav 
- Mentol (7 – 48 %)
- Menthone, C10H18O (20 – 46 %)
- Mentylacetat, C12H22O2 (3 – 10 %)
- Mentofuran, C10H14O (1 – 17 %)
- Eukalyptol (= 1,8-Cineol) (3 – 6 %)
- Små mängder av
  - Limonen
  - Pulegon
  - Caryofyllen, C15H24
  - Pinen

Variationerna beror på växtplatsens belägenhet och tiden på året, då växten skördades.
Pepparmyntolja innehåller
- Mentol (40,7 %)
- Menthone, C10H18O (9-40 %)
- (±)-Mentylacetat, C12H22O2 (3 – 17 %)
- Eukalyptol (= 1,8-Cineol) (3,5 – 14 %)
- Mentofuran, C10H14O (1-9 %)
- Limonen (1 – 5 %)
- Pulegon (0 – 4 %)
- Karvon (0 – 1 %)
- Jasmon, C11H16O (0,1 %)
- Mentylisovalerat (Bara lite)
- Amylalkohol (Bara lite)
- Acetaldehyd
- β-Caryofyllen, C15H24
- Fellandren, C10H16
- Kadinen, C15H24
- Mentylvalerat
- β-Pinen
- Piperiton
- Tymol

## Produktion
Total världsproduktion av pepparmynta 2014 var 92 296 ton.
| Land      | Ton    | Del av världsproduktionen (%) |
| --------- | ------ | ----------------------------- |
|           |        |                               |
| Marocko   | 85 120 | 92,23                         |
| Argentina | 7 021  | 7,6                           |
| Spanien   | 94     | 0,10                          |
| Bulgarien | 33     | 0,04                          |
| Georgien  | 28     | 0,03                          |

Källa: FN:s livsmedels- och jordbruksorganisation, FAO: Data för år 2014.

## Bilder

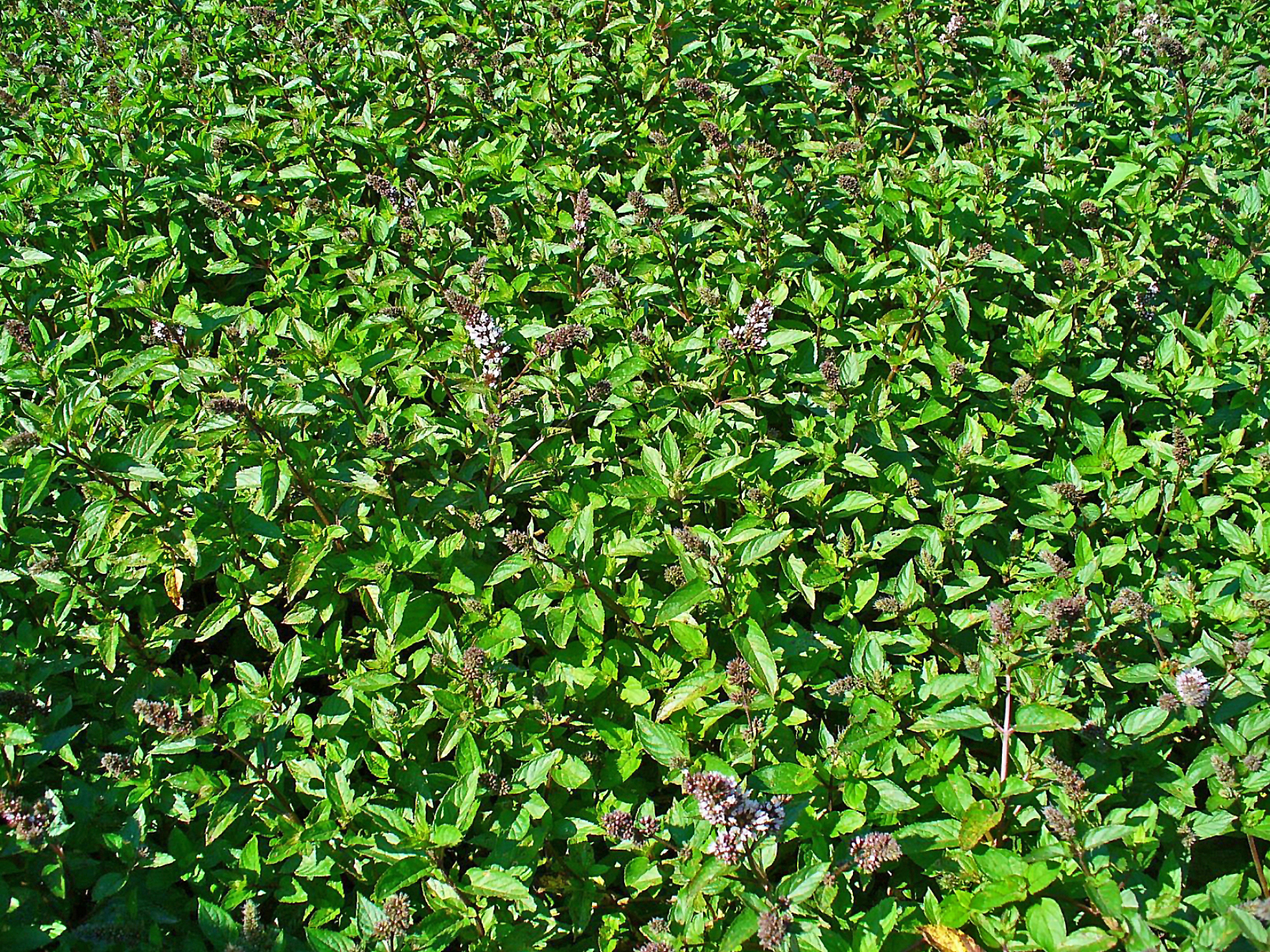
Habitat
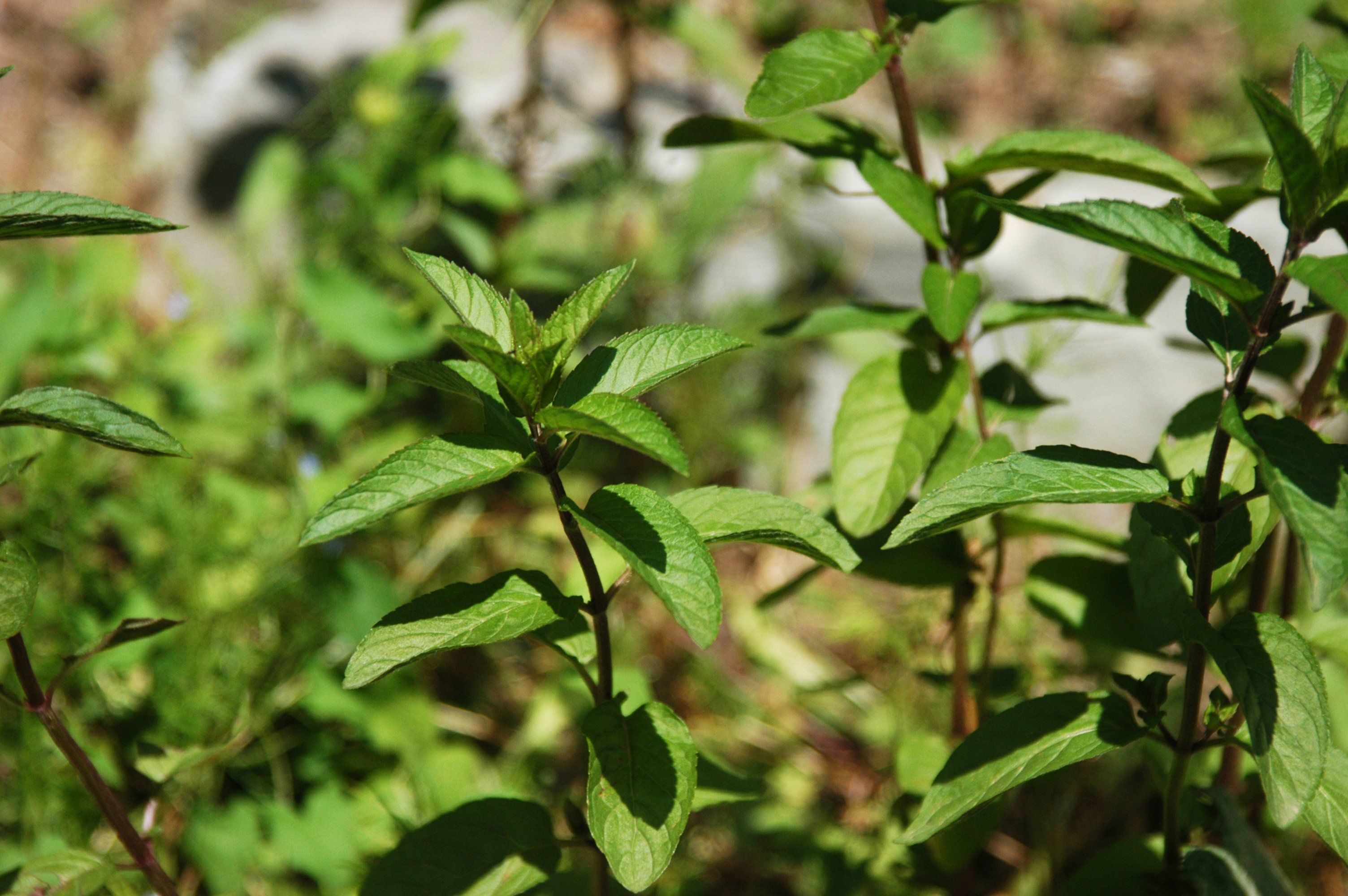
Stjälken är något böjlig
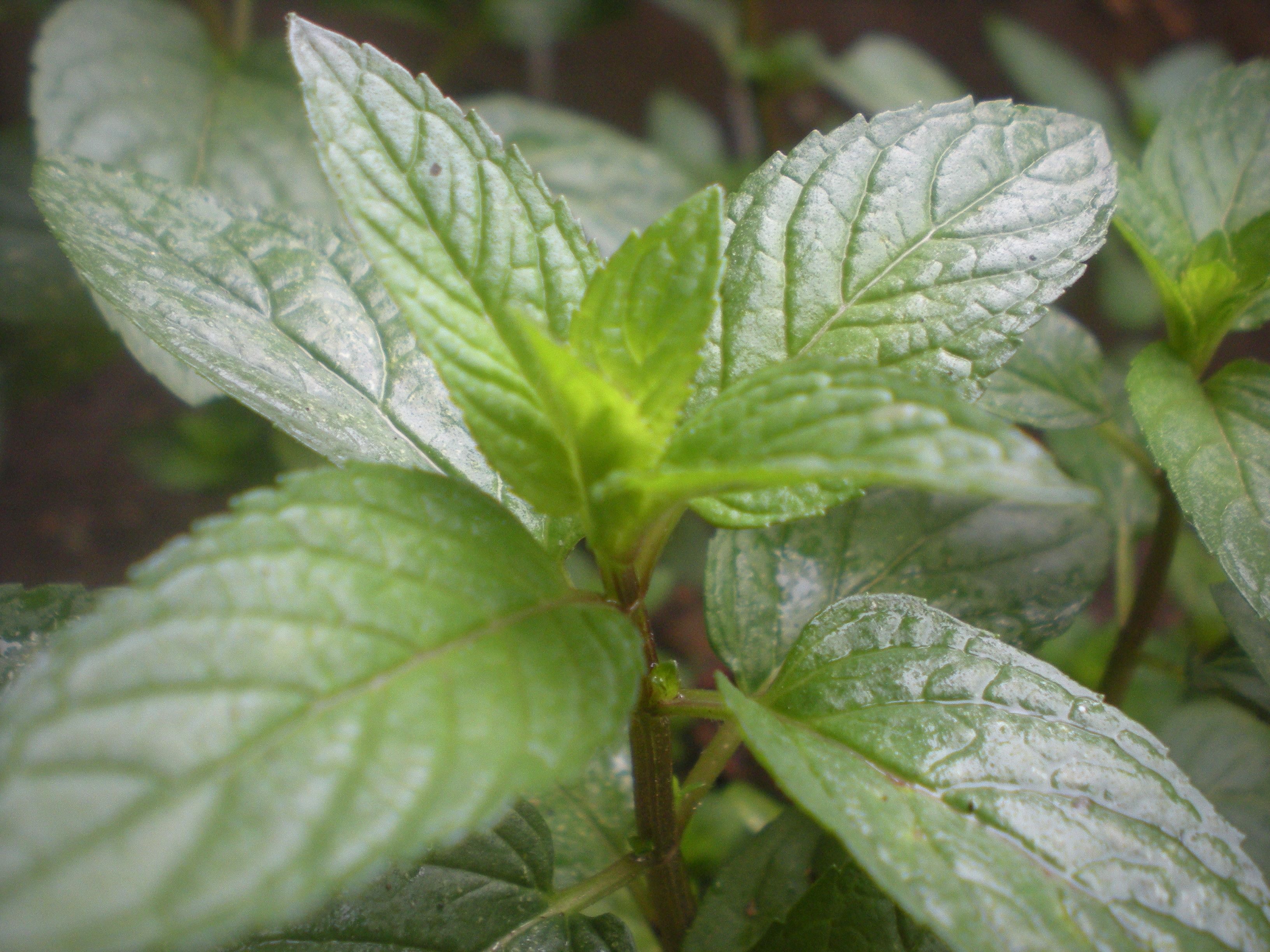
Blad från vildväxande pepparmynta
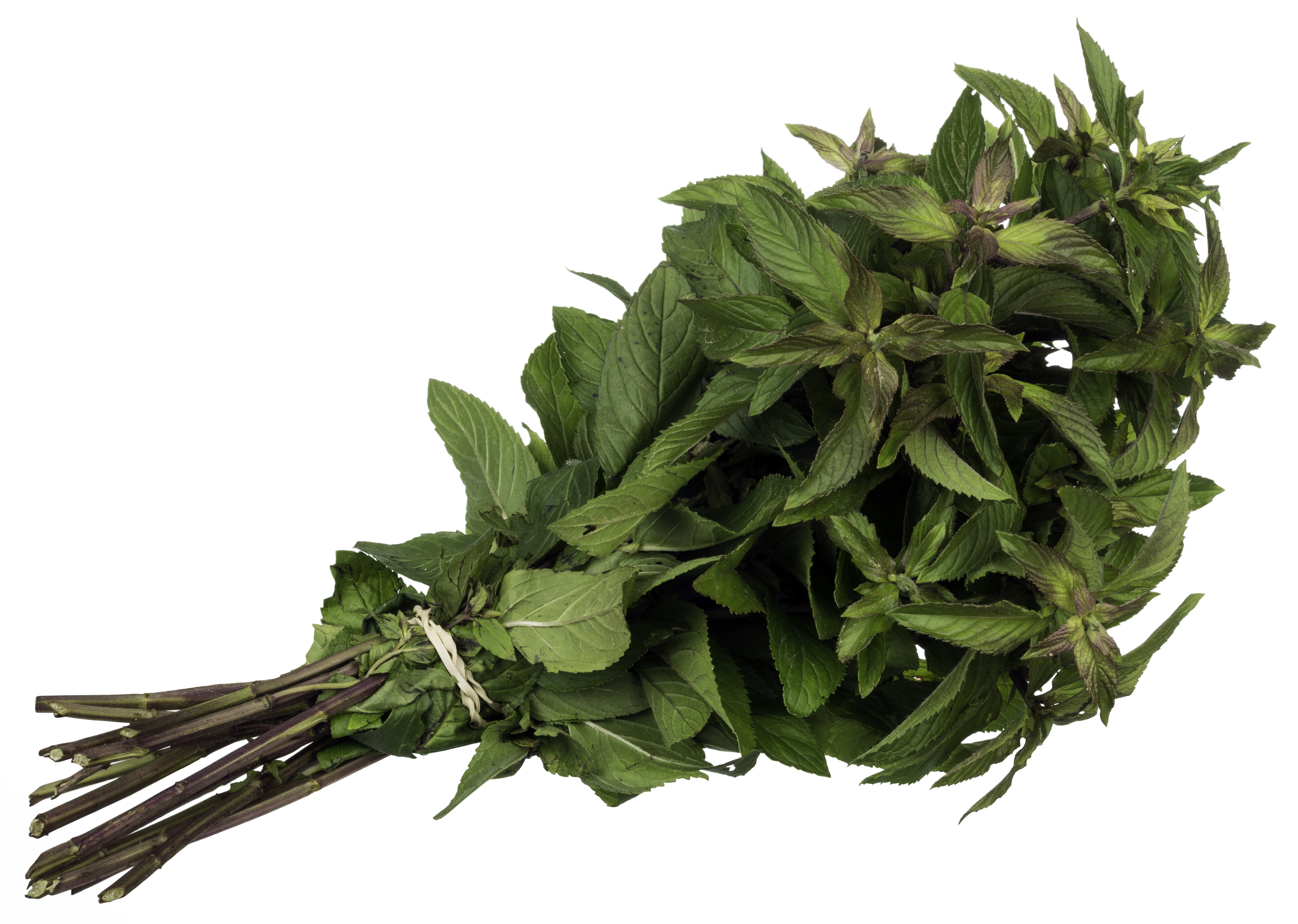
Handelsvara
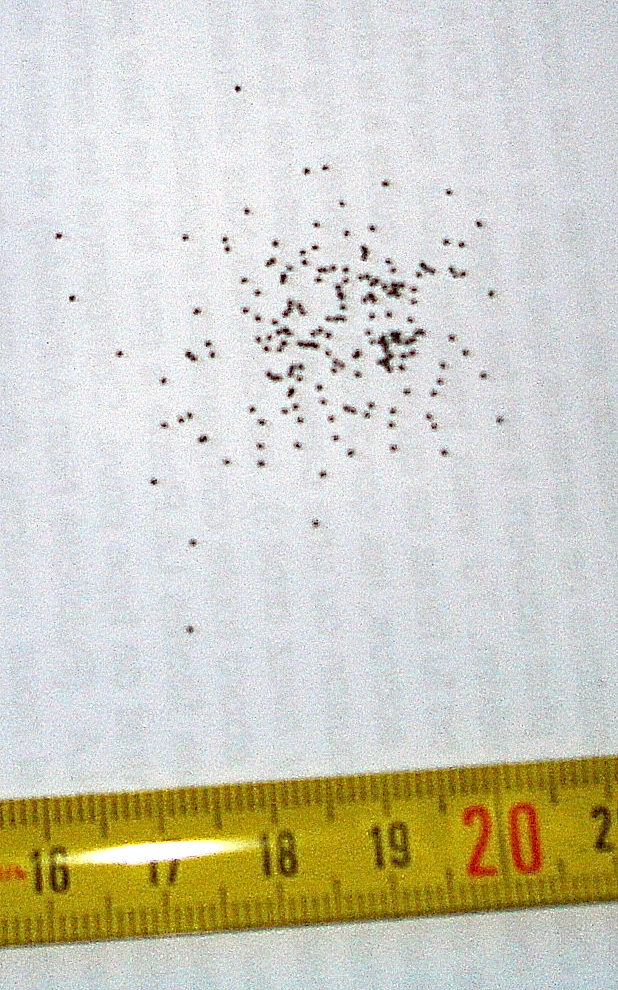
Frön av Menthe piperata
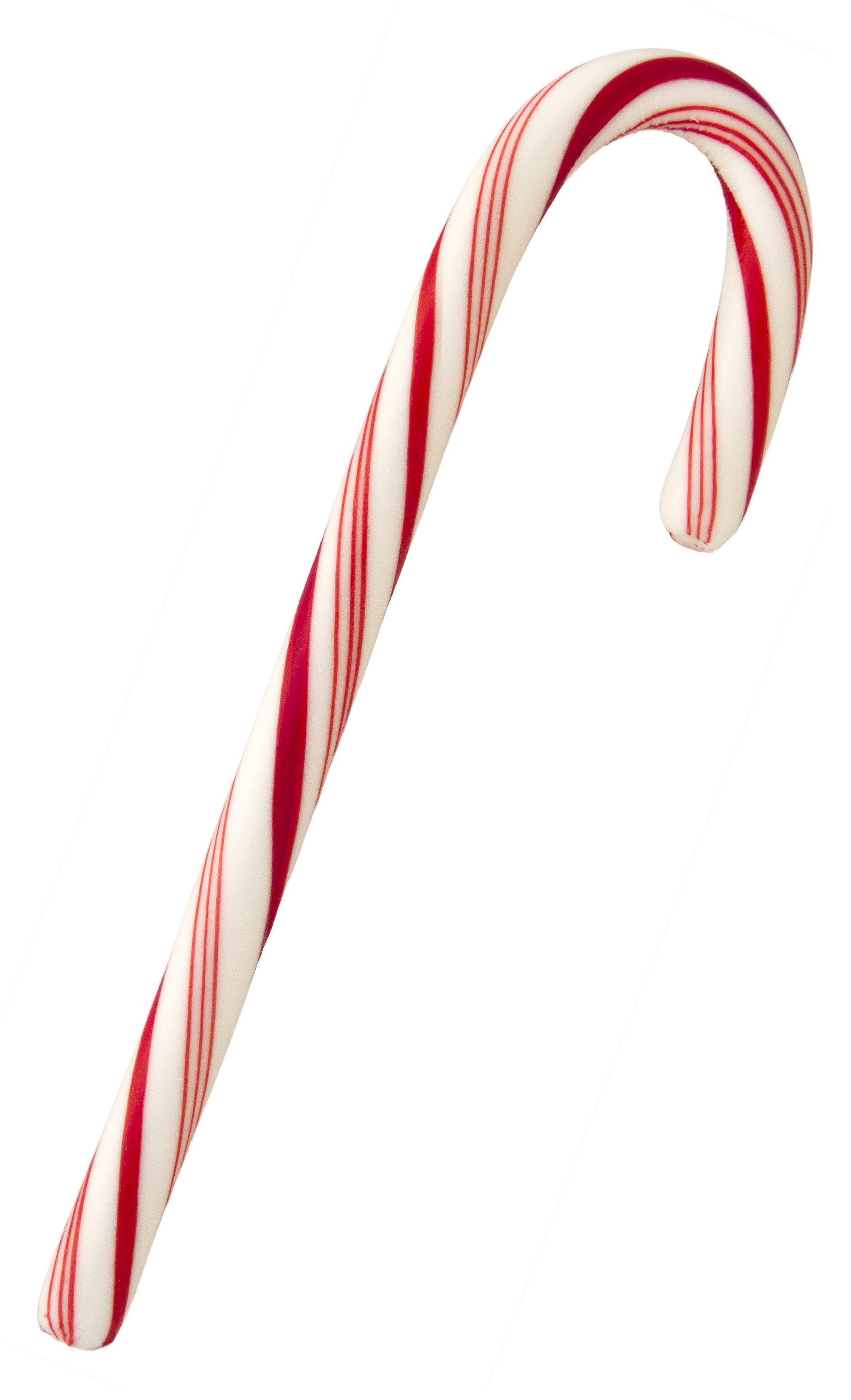
Polkagris
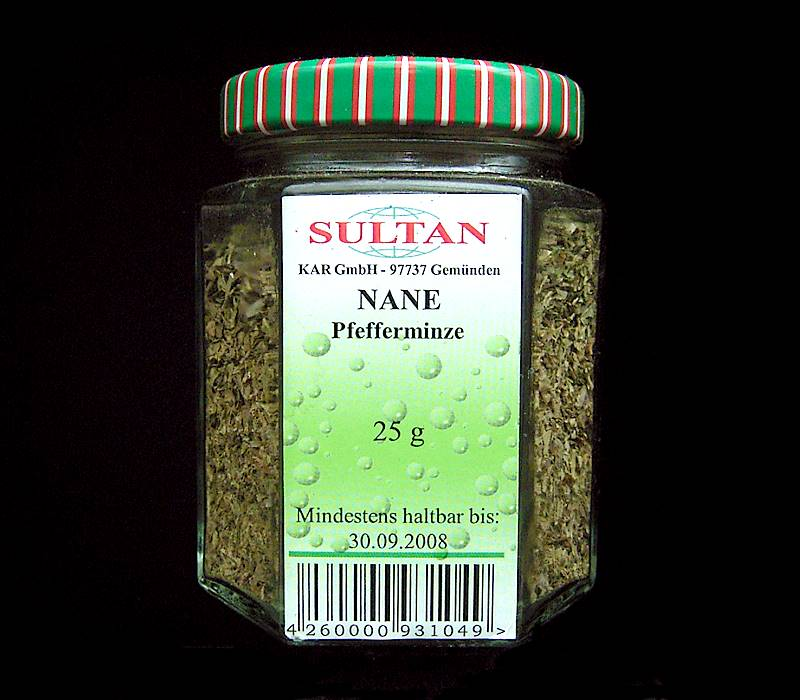
Frystorkad pepparmynta
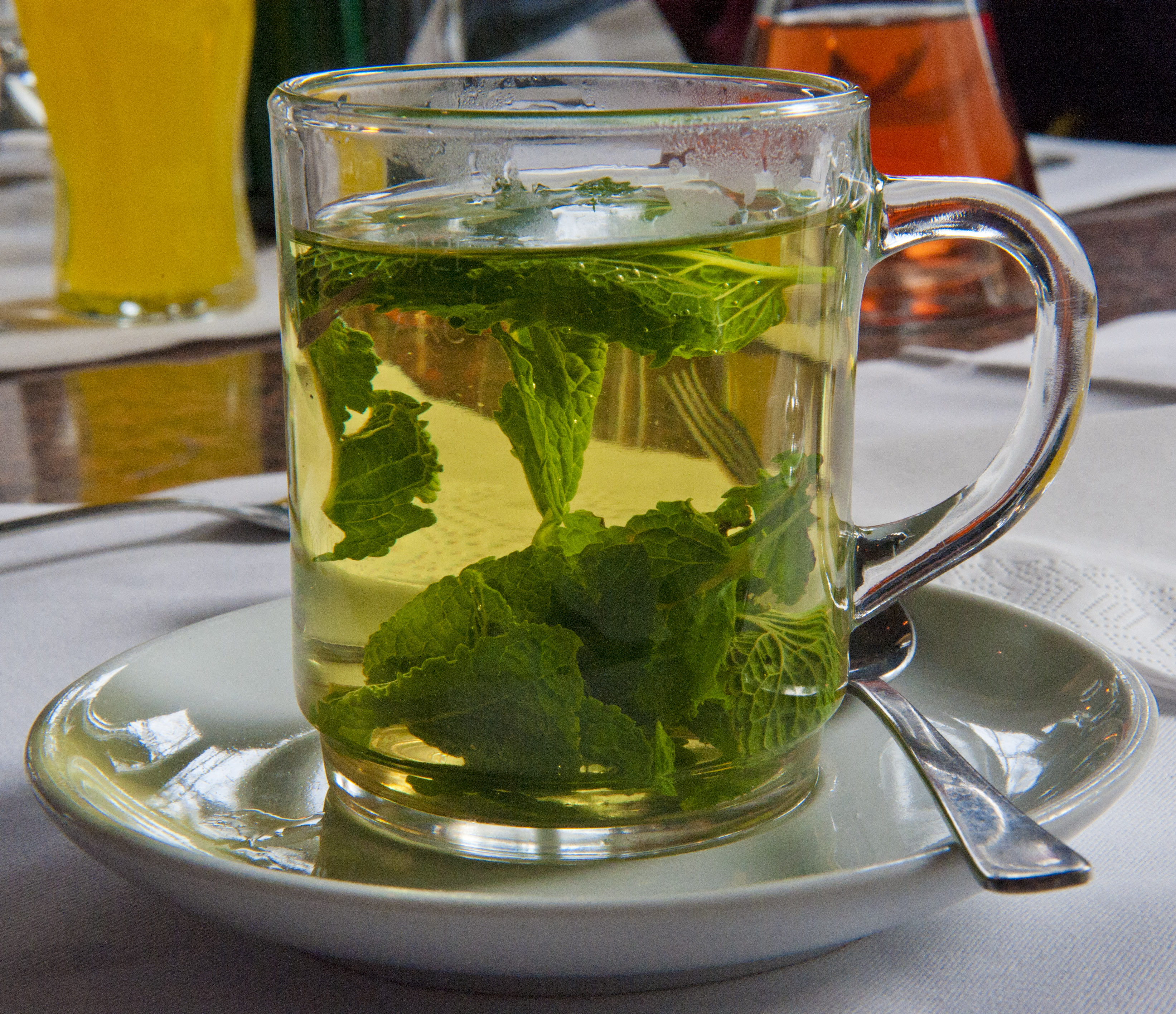
Dryck bryggd på färska pepparmyntblad och hett vatten
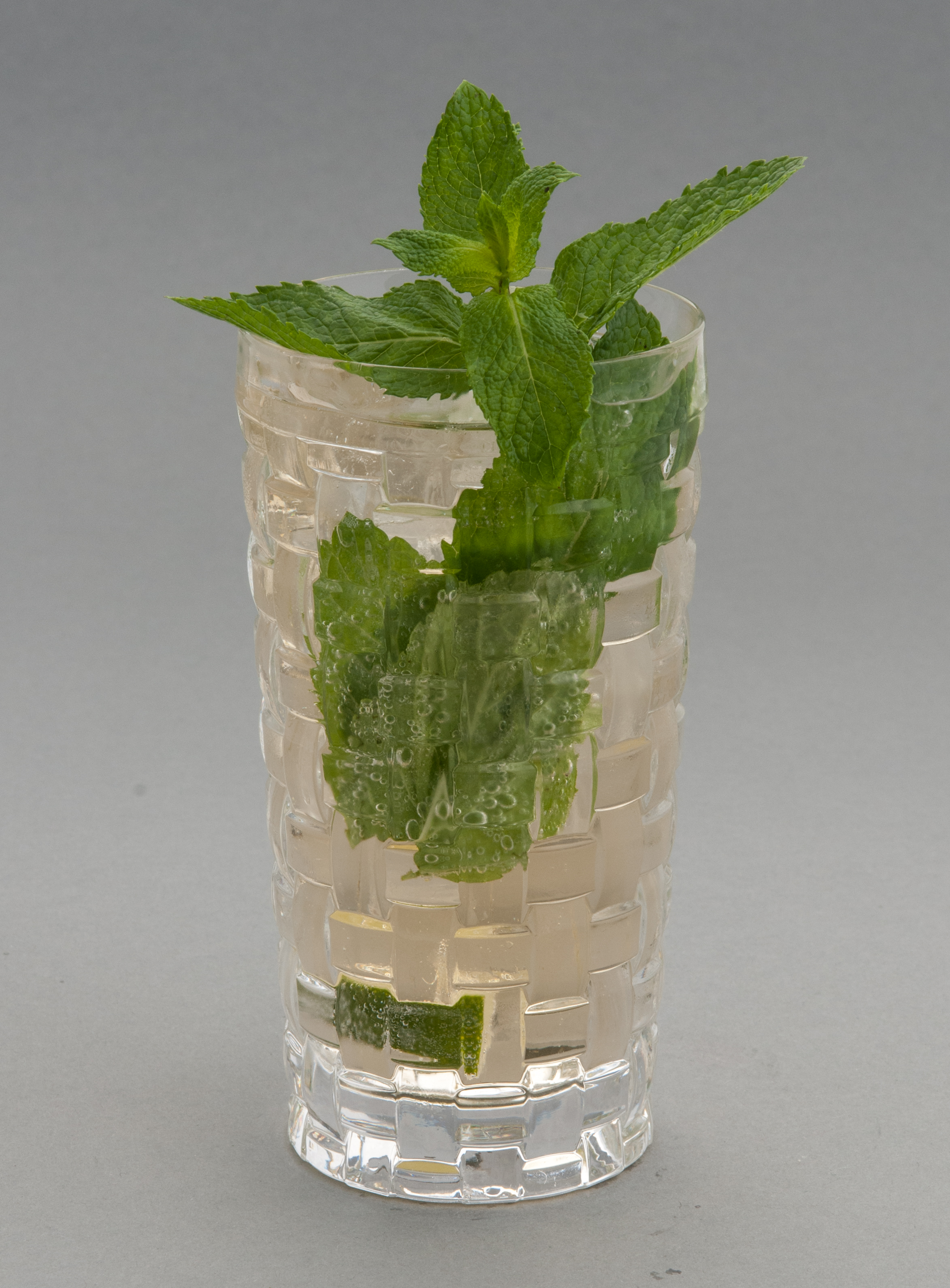
Mojito
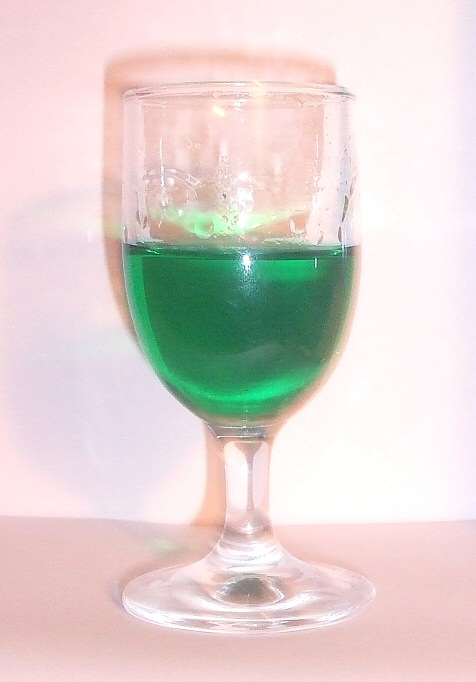
Crème de menthe
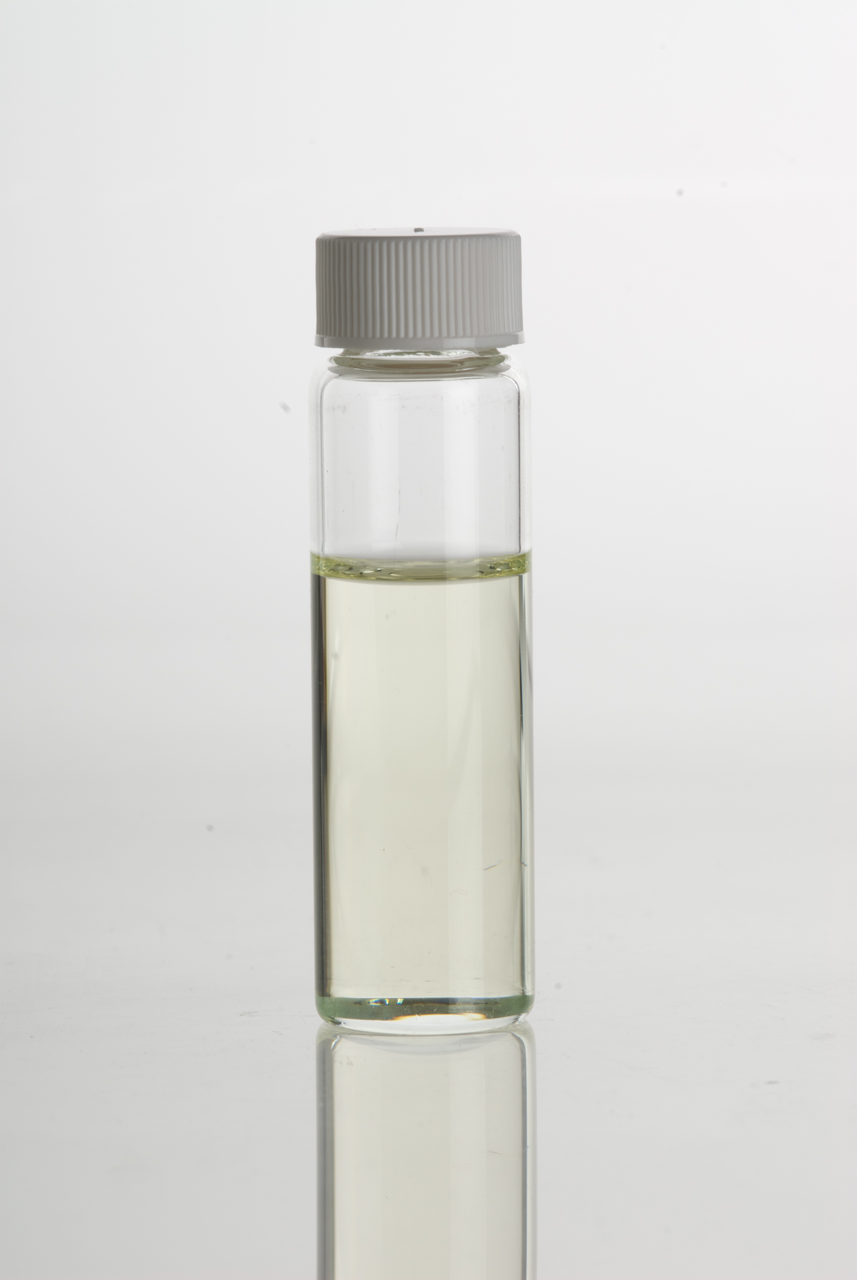
Pepparmyntolja